# Astragalus diaphanus
Astragalus diaphanus är en ärtväxtart som beskrevs av William Jackson Hooker. Astragalus diaphanus ingår i släktet vedlar, och familjen ärtväxter. Inga underarter finns listade i Catalogue of Life.

## Bildgalleri

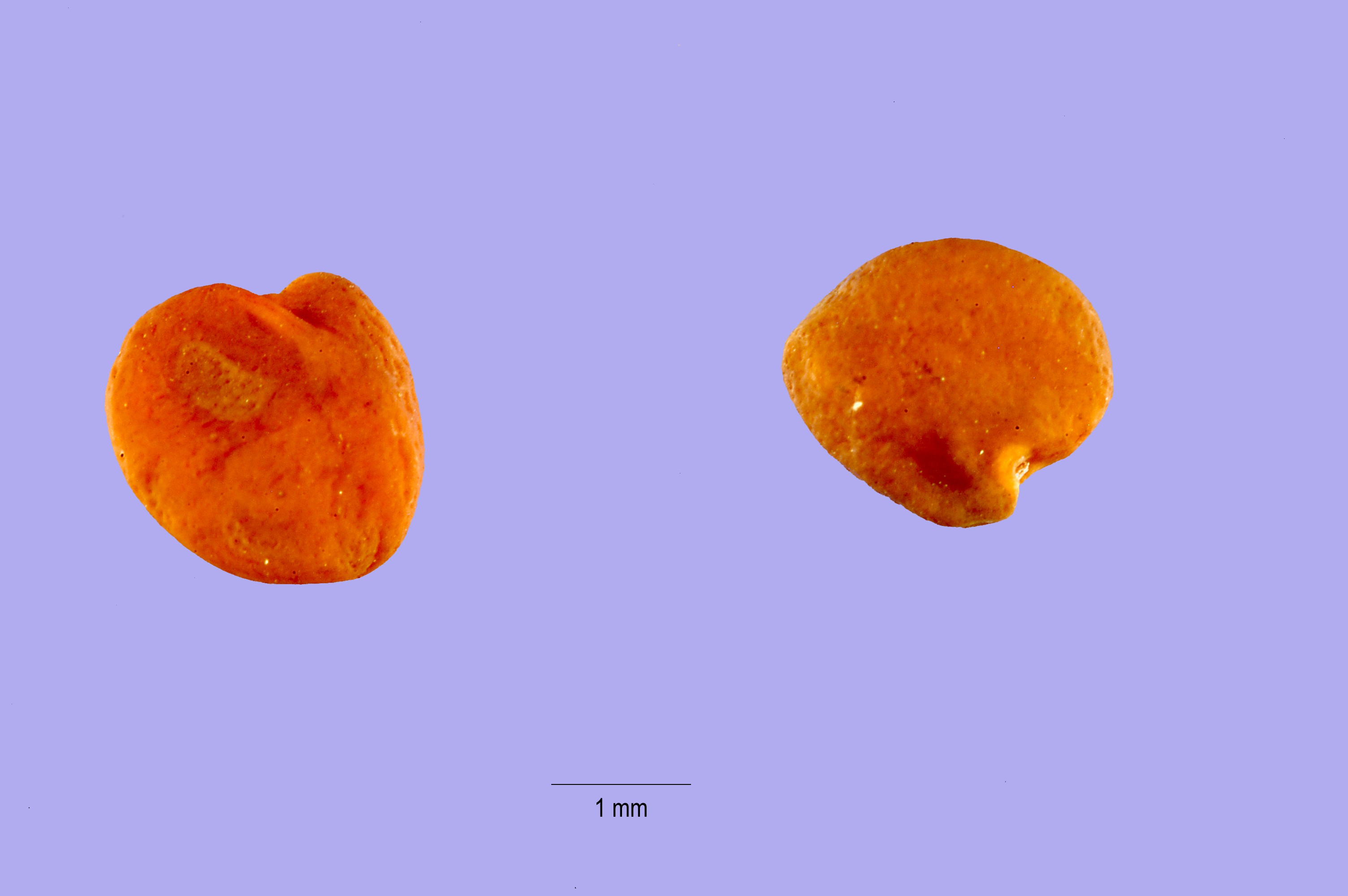